# Juliane Charlotte Friederike Grimm

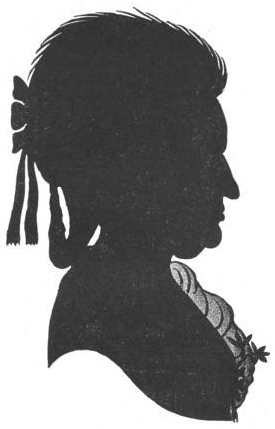
Silhouette von Juliane Charlotte Friederike Grimm

Juliane Charlotte Friederike Grimm, verehelichte Schlemmer, (* 3. August 1735 in Hanau; † 18. Dezember 1796 in Steinau an der Straße) war Erzieherin, Hauslehrerin und wichtige emotionale Bezugsperson sowie zeitweise finanzielle Unterstützerin von Jacob (1785–1863) und Wilhelm Grimm (1786–1859).

## Leben und Wirken

### Herkunft
Juliane Charlotte Friederike Grimms Vater war der Steinauer Pfarrer Friedrich Grimm der Jüngere (1707–1777), ihre Mutter Christine Elisabeth, geb. Heilmann (1715–1754). Juliane Grimm war die älteste und kinderlose Schwester des Vaters der Brüder Grimm, Philipp Wilhelm Grimm (1751–1796). Sie verwitwete 1785. 

### Erziehung der Brüder Grimm in Hanau (1785–1791)
Verwitwet und selbst kinderlos, hatte sie einen nicht unerheblichen Einfluss auf die kindliche Erziehung und Entwicklung von Jacob und Wilhelm Grimm. Sie wohnte in unmittelbarer Nachbarschaft der Familie Grimm in der Fahrgasse in der Hanauer Neustadt. Bei ihr hielten sich Jacob und Wilhelm Grimm in ihren Kinderjahren täglich auf. Die Brüder Grimm hingen sehr an ihrer Tante, die sie liebevoll „Tante Schlemmer“ nannten. Jacob Grimm berichtete später einmal, dass er in dieser Zeit mehr an der Tante gehangen habe als an Vater und Mutter.
Sie gab den etwa Fünfjährigen ihren ersten systematischen Unterricht in Lesen und Schreiben und besaß unbedingte Autorität. Ein Scherenschnitt aus der Hanauer Zeit überliefert ihr Profil mit energischem Kinn und langer Nase.
Noch mehr als Wilhelm Grimm, lag ihr besonders Jacob Grimm am Herzen. Ihn lehrte sie kontinuierlich das Abc. Zu diesem Zwecke hatte sie sich aus einem alten Fächer einen elfenbeinfarbenen Zeigestock anfertigen lassen, der nach erfolgreicher Lektion als Merkzeichen ins Lesebuch gelegt wurde.
Mit der Religion machte sie die beiden Brüder ebenfalls vertraut, indem sie ihnen biblische Geschichten erzählte. Mit Jacob Grimm nahm sie auch noch den kleinen Katechismus, eine christliche Glaubenslehre in Frage- und Antwortform, durch.
In ihrer Rolle als Erzieherin kümmerte sie sich liebevoll um das geistige Wohl der Brüder Grimm und förderte ihre intellektuellen Fähigkeiten somit bereits in deren frühester Jugend. Durch die Erzählungen der Tante kamen die Brüder auch zum ersten Mal mit den deutschen Volksmärchen in Berührung. Die Liebe zur Bildung, die Juliane Charlotte Friederike Grimm bei den beiden jungen Brüdern Grimm geweckt hatte, hielt ihr ganzes Leben lang an.

### Erziehung der Brüder Grimm in Steinau (1791–1796)

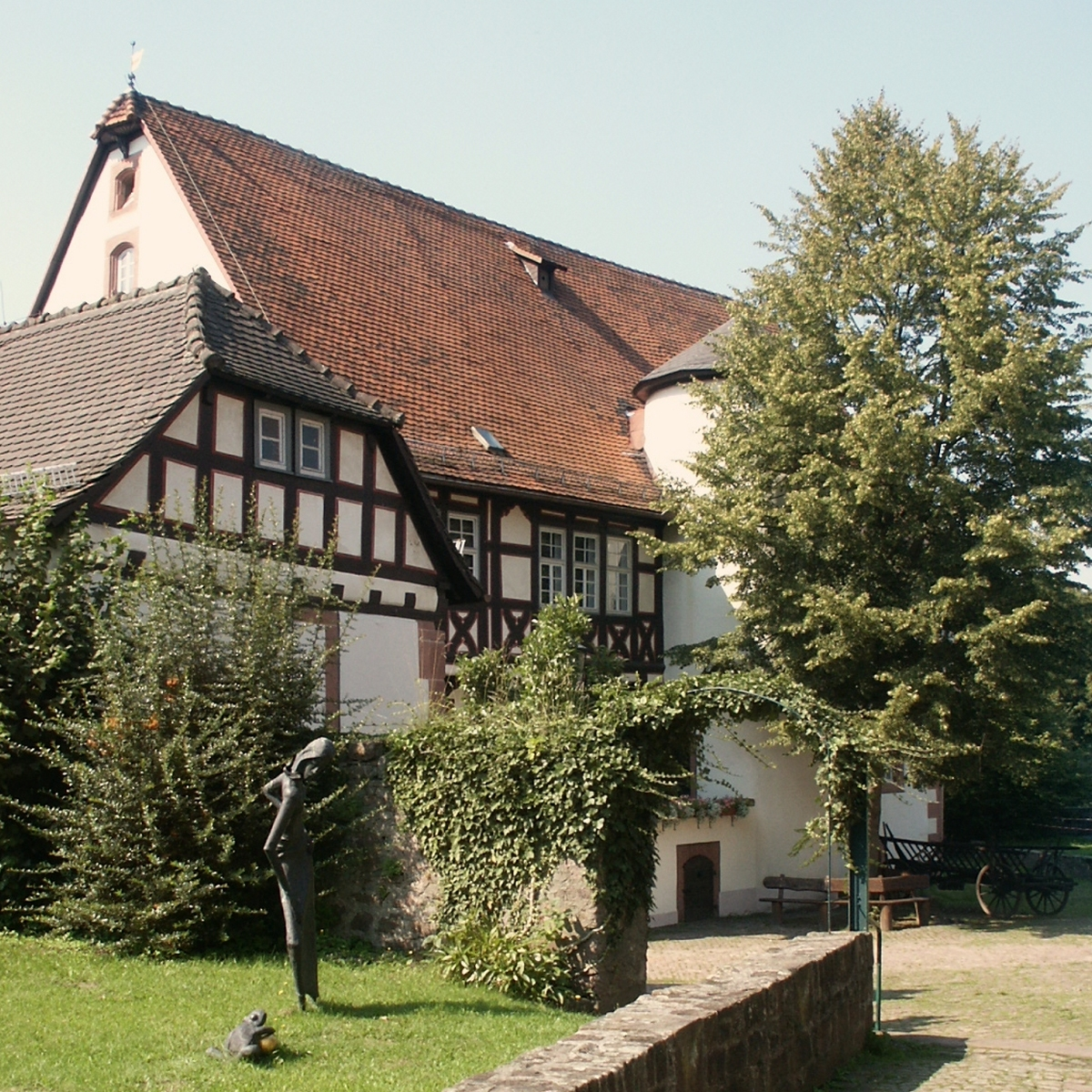
Ehemaliges Amtshaus in Steinau an der Straße (heute Brüder Grimm-Haus)

Diese Erziehung und kulturelle Bildung durch Juliane Charlotte Friederike Grimm dauerte zunächst an, bis 1791 der Vater, Philipp Wilhelm Grimm, zum Amtmann der hanau-münzenbergischen Ämter Schlüchtern und Steinau ernannt wurde, was den Umzug der Familie nach Steinau an der Straße in das dortige Amtshaus zur Folge hatte.
1791, wenige Wochen nach dem Umzug der Familie Grimm nach Steinau, verkaufte Juliane Charlotte Friederike Grimm ihr Haus in Hanau und zog ebenfalls mit in das Amtshaus der Familie ihres Bruders in Steinau ein. Im sozialen Familienverband der Familie Grimm übernahm sie, neben dem Stadtpräceptor Johann Georg Zinkhahn, weiterhin die Rolle der Hauslehrerin und Erzieherin der Brüder Grimm.
In der Steinauer Zeit erteilte Juliane Charlotte Friederike Grimm den Brüdern hauptsächlich Unterricht in Religion. Auf der Grundlage des bereits in der Hanauer Zeit angefangenen Studium des Katechismus las sie mit den Brüdern weiterhin intensiv die Bibel. Jacob Grimm schrieb später einmal, dass er „… durch Lesen in Hübners biblischer Historie und durch häufiges Vorlesen aus der Bibel bei der Tante“ sich mehr an Religion angeeignet habe als durch den Unterricht bei Johann Georg Zinkhahn.
Juliane Charlotte Friederike Grimm kümmerte sich in Steinau auch um die Bestellung des Feldes und die Pflege des Gartens. Nach dem Tod von Philipp Wilhelm Grimm im Januar 1796 musste die Familie Grimm das Amtshaus in Steinau verlassen und zog in das Huttische Spital um. In dieser Zeit unterstützte die „Tante Schlemmer“ die Familie Grimm auch finanziell und konnte auf diese Weise den mit dem Tode Philipp Wilhelm Grimms verbundenen sozialen Abstieg der Familie etwas abmildern.
Juliane Charlotte Friederike Grimm starb im Dezember 1796. Für Jacob und Wilhelm Grimm bedeutete der Tod der Tante einen schweren Schicksalsschlag und einen tiefgreifenden Einschnitt in ihrem Leben.

## Bedeutung
Die historisch-biografische Forschung konzentrierte sich lange Zeit zumeist auf die Erfassung, Betrachtung und Bewertung des geschichtlichen Kontextes und der faktischen Lebensgeschichte der von ihr „untersuchten“ Personen, meist bedeutenden Persönlichkeiten. Inzwischen nimmt sie zunehmend auch das familiäre, soziale und intellektuelle Umfeld mit in den Blick. Dabei wird den verwandtschaftlichen Netzwerken und den Lebensstilen sowohl von unmittelbaren Bezugspersonen, wie auch von „Wegbegleitern“ (Völter u. a.), wie z. B. entferntere Verwandte, Lehrer, Förderer und Gönner, inzwischen eine weitaus größere Bedeutung als bisher für die persönliche Entwicklung der Untersuchungspersonen zugestanden.
Hierzu haben unter anderem Forschungsentwicklungen in der Soziologie beigetragen, in der sich die Bereiche Biografieforschung und Lebenslaufsoziologie damit beschäftigen.

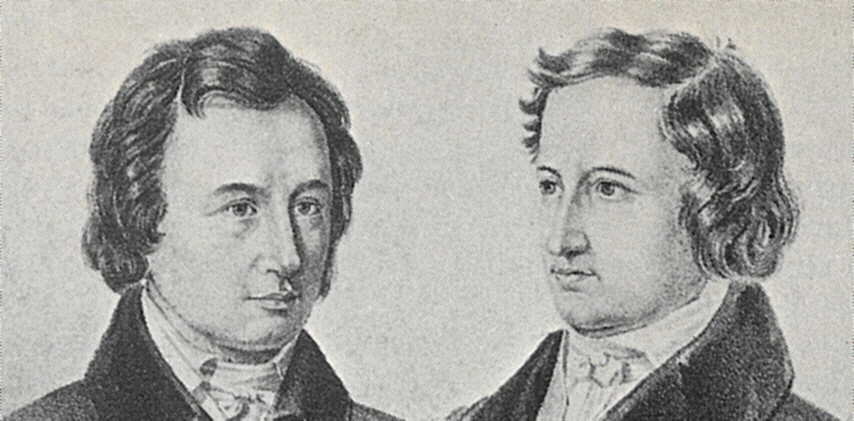
Die Brüder Grimm (links Wilhelm Grimm, rechts Jacob Grimm)

Inzwischen spricht auch die Grimm-Forschung dem milieuspezifischen und familiären Umfeld der Brüder Grimm große Bedeutung zu. So wird z. B. der Briefwechsel von Jacob und Wilhelm Grimm mit ihren älteren Verwandten (Mutter, Großvater Zimmer, Tante Zimmer, Vater, Tante Schlemmer) seit 1986 von der Arbeitsstelle Grimm-Briefwechsel an der Berliner Humboldt-Universität zusammengetragen, editiert und herausgegeben.
Dieser umfangreiche Briefwechsel umfasst die Jahre 1787 bis 1813, in denen die Brüder Grimm ihre entscheidenden Prägungen erfuhren.